# آلتشتات (هامبورگ)
آلتشتات (به آلمانی: Hamburg-Altstadt) یک منطقهٔ مسکونی در آلمان است که در Hamburg-Mitte واقع شده‌است. آلتشتات ۱٫۲ کیلومتر مربع مساحت و ۱٬۶۷۵ نفر جمعیت دارد و ۸ متر بالاتر از سطح دریا واقع شده‌است.